# Dryocampa
Dryocampa — рід лускокрилих з родини сатурнієвих, підродини Ceratocampinae.

## Систематика
До складу роду входять:
- Dryocampa bicolor Harris, 1841
- Dryocampa pallida Bowles, 1875
- Dryocampa roseilinea Schaus, 1920
- Dryocampa rubicunda (Fabricius, 1793)  — США
- Dryocampa semialba (Schüssler, 1936)
- Dryocampa sperryae Bower, 1942